# Brzyszcze
Brzyszcze (ukr. Брище) – dawna wieś na Ukrainie, w obwodzie lwowskim, w rejonie żółkiewskim. Leżała na północ od Krechowa.
W II Rzeczypospolitej do 1934 samodzielna gmina jednostkowa. Następnie miejscowość należała do zbiorowej wiejskiej gminy Krechów w powiecie żółkiewskim w woj. lwowskim. Brzyszcze utworzyły wtedy gromadę, składającą się z miejscowości Brzyszcze, Szabelnia i Żuki.
Zostały wysiedlone i zlikwidowane w związku z utworzeniem Jaworowskiego Poligonu Wojskowego. Po wojnie w Związku Radzieckim.